# بادیان رومی

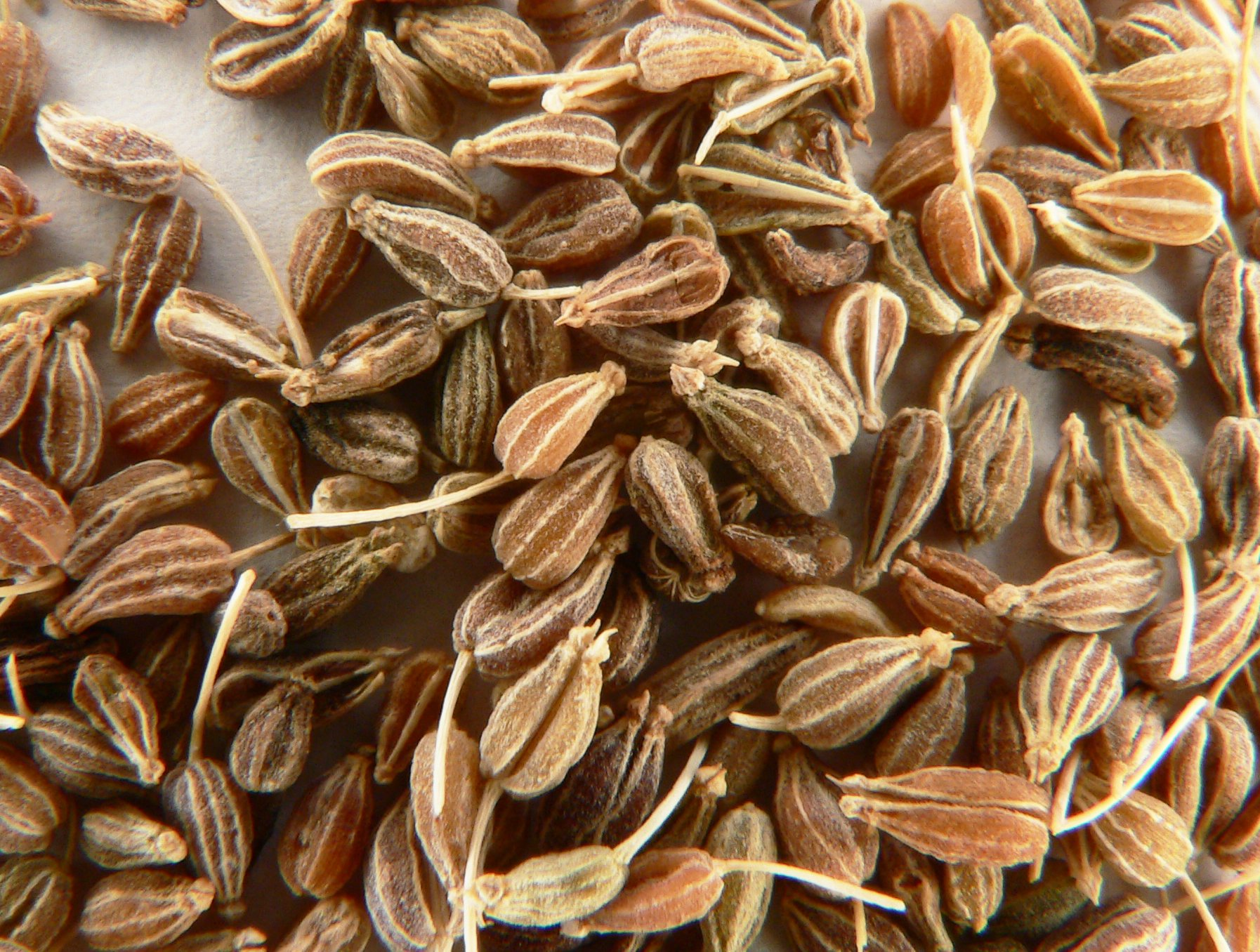
میوه‌ها

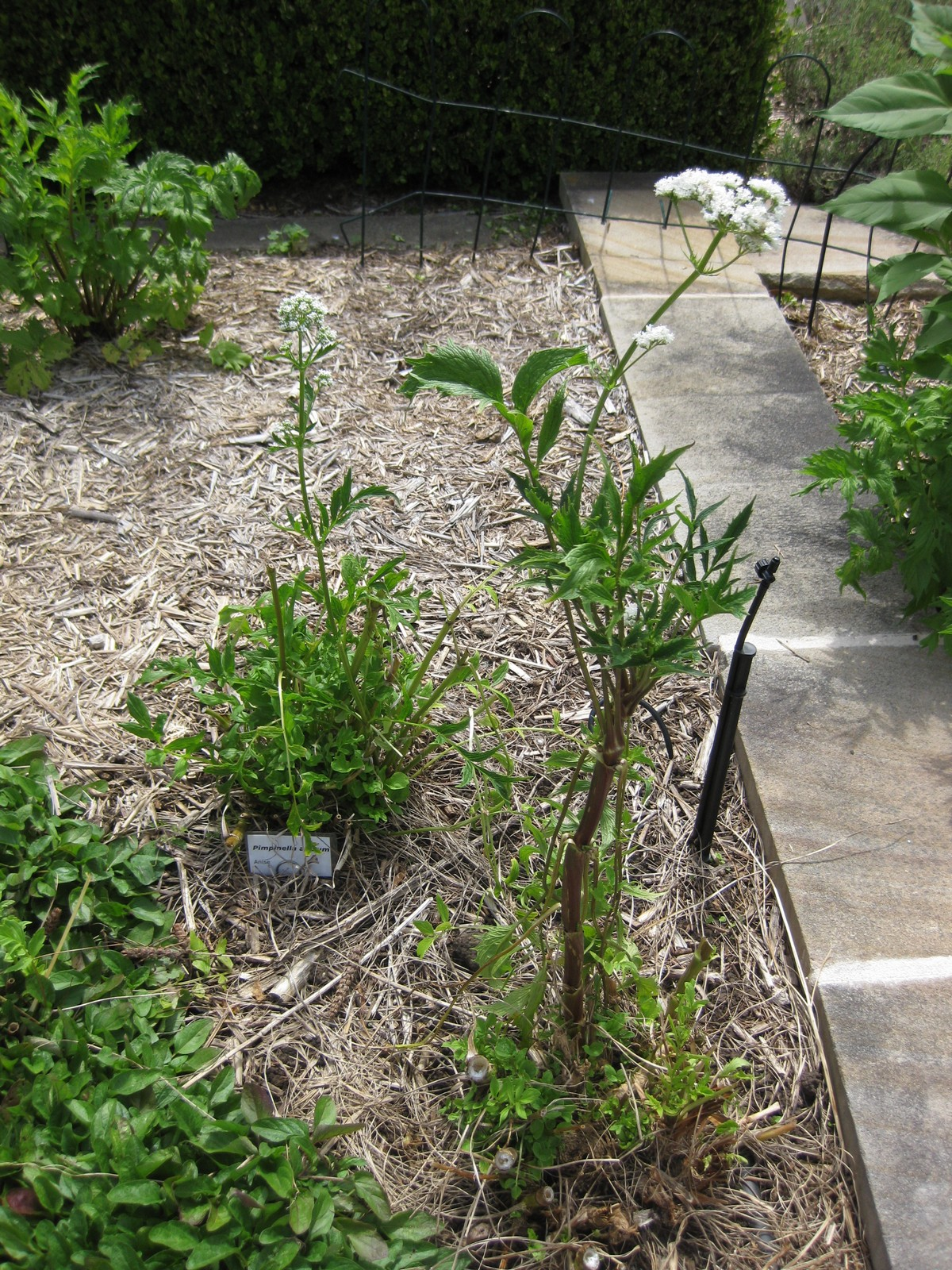
بوته

بادیان رومی یا انیسون (نام علمی: Pimpinella anisum) گیاهی با دانه‌های بسیار معطر است و بسیار شبیه به رازیانه. که این گیاه در ایران کهن مورد استفاده‌های پزشکی و غذایی داشته‌است.
در بین مردم سیستان مصرف زیادی دارد و به بادیون مشهور است و مورد علاقه و مصرف زیادی از دیرباز تاکنون داشته‌است و به‌خصوص در خمیر نان مخلوط و از آن استفاده می‌شود.
بادیان رومی از تیره چتریان است و با دانه‌هایی سبز رنگ، گلابی شکل و کوچک که قسمت فوقانی آن نوک تیز بوده و پنج خط برجسته (ده شیار) بر روی آن کاملاً مشهود است. انیسون غالباً با دانه‌های هشت شیاری رازیانه اشتباه گرفته می‌شود. در صابون نیز از این گیاه استفاده می‌شود
انیسون گیاه چند ساله و بلند با برگهایی دارای بریدگیهای زیاد است و بومی مناطق مدیترانه است.
میوه آن از دو بخش (فندقه) گلابی شکل تشکیل شده که هر بخش آن دارای قسمت بیرونی سبز و قسمت داخلی کمی تیره‌است و بوئی تند و معطر دارد.

## خواص
- کاربرد اصلی آنیسون درمان میگرن می‌باشد. آنیسون یک آنتی باکتریای بسیار قوی می‌باشد که در مراکز بهداشتی می‌توان از آن به جای الکل استفاده نمود.

روش مصرف: مقدار کمی از آنیسون تازه را درون قوری به همراه کمی آب بریزید و بگذارید تا ۱۰دقیقه به خوبی بجوشد و در لیوان میل کنید. از عوارض انیسون می‌توان احساس گرفتگی سینه و گلو و در صورت مصرف طولانی مدت به ترش کردن معده اشاره کرد.
انیسون در نقاط مختلف جنوب ایران کشت می‌شود و از اقلام صادراتی ایران است.
گیاهی است دیپلوئید و ۲۲=n2، منشأ انیسون، نواحی شرق مدیترانه است.
- اثر آرام بخشی بر روی ماهیچه‌ها[۱][۲]
- ضد تشنج و صرع
- بهبود اختلالات گوارشی
- تسکین دهنده و ضد التهاب
- کاهش علائم یائسگی مانند گرگرفتگی
- آنتی اکسیدانت
- حشره‌کش